# Jean Debucourt
Jean Debucourt (* 19. Januar 1894 in Paris als Jean Etienne Pelisse; † 22. März 1958 in Montrouge) war ein französischer Schauspieler.

## Leben und Karriere
Jean Etienne Pelisse wurde als Sohn des Schauspielers und Regisseurs Charles Le Bargy (1858–1936) geboren. Unter dem Künstlernamen Jean Debucourt sammelte er in den 1910er-Jahren erste Bühnenerfahrungen. Sein Leinwanddebüt machte er 1920 mit einer größeren Rolle im Stummfilm La double existence du docteur Morart. In der Folgezeit trat er in weiteren Stummfilmen auf, teilweise in Hauptrollen. Seine wahrscheinlich bekannteste Rolle in einem Stummfilm war die des Sir Roderick in Jean Epsteins Horrorfilm Der Untergang des Hauses Usher aus dem Jahr 1928, basierend auf der gleichnamigen Kurzgeschichte von Edgar Allan Poe. Mit zunehmendem Alter, ab den 1930er-Jahren, spielte er überwiegend Nebenrollen, häufig als respektable oder strenge Autoritätsfigur. So verkörperte er besonders oft Väter, Bischöfe oder Aristokraten. Dabei arbeitete Debocourt mit vielen der gefragtesten Regisseuren seines Landes, etwa mit Jean Cocteau bei Der Doppeladler (1948), Max Ophüls bei Mayerling (1936) und Madame de … (1953) oder Sacha Guitry bei Das Scheusal (1951) und Napoleon (1955).
Neben seiner Tätigkeit in der Filmindustrie war Jean Debucourt ein renommierter Bühnenschauspieler, er war etwa ein langjähriges Mitglied der Comédie-Française. Zudem war er Schauspiellehrer am Conservatoire national supérieur d’art dramatique, unter anderem für Michel Aumont. Seine letzte von über 100 Filmrollen spielte er in seinem Todesjahr 1958 als Polizeichef im Kriminalfilm Kommissar Maigret stellt eine Falle an der Seite von Jean Gabin. Jean Debucourt starb im Pariser Vorort Montrouge im Alter von 64 Jahren an einer Leukämie-Erkrankung.

## Filmografie (Auswahl)
- 1920: La double existence du docteur Morart
- 1928: Der Untergang des Hauses Usher (La Chute de la maison Usher)
- 1929: La merveilleuse vie de Jeanne d'Arc
- 1935: Königsmark
- 1936: Mayerling (Mayerling)
- 1936: Beethovens große Liebe (Un grand amour de Beethoven)
- 1940: Von Mayerling bis Sarajewo (De Mayerling à Sarajevo)
- 1942: Der letzte Trumpf (Dernier atout)
- 1943: Irrwege der Herzen (Douce)
- 1944: Sprung in die Wolken (Le ciel est à vous)
- 1946: Der Idiot (L'Idiot)
- 1947: Stürmische Jugend (Le diable au corps)
- 1947: Monsieur Vincent
- 1947: SOS – 11 Uhr nachts (La Dame d’onze heures)
- 1948: Der Doppeladler (L'Aigle à deux têtes)
- 1949: Das Geheimnis von Mayerling (Le secret de Mayerling)
- 1950: Der Weg zum Ruhm (Prélude à la gloire)
- 1950: Schwurgericht (Justice est faite)
- 1951: Das Scheusal (La Poison)
- 1952: Fanfan, der Husar (Fanfan la Tulipe) (als Stimme des Erzählers)
- 1952: Geschichte einer Seele (Procès au Vatican)
- 1952: Die goldene Karosse (La carrozza d’oro)
- 1953: Von Sensationen gehetzt (Les dents longues)
- 1953: Madame de …
- 1955: Napoleon (Napoléon)
- 1955: Die große Schlacht des Don Camillo (Don Camillo e l'onorevole Peppone) (als Stimme von Jesus)
- 1955: Gier nach Liebe (La lumière d'en face)
- 1955: Die Blume der Nacht (Marguerite de la nuit)
- 1956: Die Abenteuer des Till Ulenspiegel (Les Aventures de Till L’Espiègle)
- 1957: Die Hexen von Salem (Les sorcières de Salem)
- 1957: Die Killer lassen bitten (Quand la femme s'en mêle)
- 1958: Kommissar Maigret stellt eine Falle (Maigret tend un piège)